# Galerija Antuna Augustinčića, Klanjec

## Uvod
Pitoreskni Klanjec nije samo poznat kao gradić u kome je pjesnik Antun Mihanović, inspiriran ljepotom krajolika rijeke Sutle ispjevao hrvatsku himnu, već i kao rodno mjesto istaknutog kipara Antuna Augustinčića koji je svom rodnom gradu ostavio vrijednu zbirku skulptura i tako potaknuo izgradnju prvog namjenski građenog muzejskog prostora u Hrvatskom zagorju – Galerije Antuna Augustinčića. I zaista,  njezina arhitektura odvažno se smjestila nasuprot baroknog kompleksa franjevačkog samostana, okružena parkom skulptura koji je sastavni dio stalnoga postava. Ova izuzetno vrijedna ostavština kipara Augustinčića, jednog od najpoznatijih kipara 20. stoljeća na području bivše Jugoslavije,  uključuje javne plastike, intimističke skulpture i portrete. 

## Antun Augustinčić
Majstor Augustinčić rođen je u Klanjcu 1900. godine. Radio je i kao profesor te je bio i rektor Akademije likovnih umjetnosti u Zagrebu. Ovaj ugledni akademik bio je poznat i u inozemstvu, posebno po impresivnim spomenicima koje je radio širom svijeta. Najpoznatiji su njegovi radovi posvećeni Šleskom ustanku i Jozefu Pilsudskom u Katowicama, skulptura Rudar u Ženevi, spomenik Žrtvama fašizma u Addis Abebi ili pak Makonnenu u Hararu.  Izdvaja se konjanički spomenik Mir koje se nalazi ispred zgrade Ujedinjenih naroda u New Yorku. 
U Hrvatskom zagorju je njegovo najmonumentalnije djelo Spomenik Seljačkoj buni i Matiji Gupcu u Gornjoj Stubici, no realizirao je i niz manjih spomenika kao što je onaj Josipu Brozu u Kumrovcu, Stjepanu Radiću u Maču, te Nošenje ranjenika u Krapinskim Toplicama i Oroslavju.

## O Galeriji
Galerija Antuna Augustinčića jedan od specijaliziranih muzeja u Hrvatskoj koji se bave problematikom skulpture. U sklopu Galerije djeluje i izložbeni salon u kojem se održavaju izložbe skulpture, posebno radovi kipara koji su bili povezani s majstorom Augustinčićem bilo kao suradnici ili njegovi sljedbenici. Zbirka Salona Galerije prikuplja radove umjetnika koji su izlagali u Klanjcu i čini je reprezentativan izbor kvalitetnih umjetničkih djela.
Osim izložbi i edukativnih programa Galerija izdaje časopis Anale i organizira stručne simpozije na temu skulpture, propitujući često ulogu javne plastike u suvremenom okruženju. 
U rujnu Galerija obilježava Dan mira, a svakog listopada u Klanjcu se organizira manifestacija «Zahvala jeseni».